# 三森裕
三森 裕（さんもり ゆたか）はプルデンシャル生命保険株式会社の執行役員社長兼最高経営責任者（CEO）。
獨協大学卒業後、ヤナセ営業職を経てプルデンシャル生命保険株式会社入社。2005年7月より現職。2023年、旭日中綬章受章。
同社の歴代社長がアクチュアリーや管理部門から輩出されてきたなかで、営業部門より就任した異色の経歴をもつ。
趣味はロードレース (自転車競技)。

## 略歴
- 1952年　千葉県生まれ。
- 1977年　獨協大学経済学部卒業、ヤナセ入社
- 1988年　プルデンシャル生命保険株式会社入社
- 1992年　取締役
- 1999年　執行役員常務
- 2002年　執行役員専務
- 2003年　取締役兼執行役員専務
- 2004年　執行役員社長兼最高執行責任者社
- 2005年　執行役員社長兼最高経営責任者